# Cryptus tjanshanicus
Cryptus tjanshanicus är en stekelart som beskrevs av Kokujev 1905. Cryptus tjanshanicus ingår i släktet Cryptus och familjen brokparasitsteklar. Inga underarter finns listade i Catalogue of Life.